# Proneusticosaurus
Il proneusticosauro (gen. Proneusticosaurus) è un rettile acquatico estinto, appartenente ai saurotterigi. Visse nel Triassico medio (Anisico, circa 246-245 milioni di anni fa) e i suoi resti fossili sono stati ritrovati in Europa.

## Descrizione
Di questo animale sono noti solo resti molto parziali, e allo stato attuale l'unico resto ancora localizzabile è la parte posteriore di uno scheletro incompleto; di conseguenza, è impossibile effettuare una ricostruzione dettagliata dell'animale. È probabile che Proneusticosaurus fosse un animale vagamente simile a una lucertola, dal corpo allungato e dalle zampe palmate, lungo forse un metro. Proneusticosaurus era caratterizzato dal notevole ispessimento delle vertebre e della parte prossimale delle costole dorsali e sacrali (pachiostosi). I centri vertebrali avevano una caratteristica forma a barile, e portavano archi neurali massicci. I processi trasversi erano corti, mentre le faccette articolari delle zigapofisi erano fortemente inclinate dorsalmente; le spine neurali erano basse. 

### Istologia
Il femore dell'unico esemplare noto della specie Proneusticosaurus silesiacus è stato oggetto di un campionamento istologico. L'osso mostra una cavità midollare centrale ridotta, circondata da una stretta regione midollare e seguita da una corteccia spessa e compatta, che mostra una forte osteosclerosi. Il tipo di tessuto può essere definito come lamellare-zonale. Il terzo interno della corteccia è costituito da osso a fibre parallele ben vascolarizzato ed è interpretato come una fase di crescita giovanile, mentre la corteccia mediana ed esterna è costituita da osso da fibre parallele-lamellari altamente organizzato. Fatta eccezione per la corteccia interna e gli accumuli locali di osteoni longitudinali primari nella corteccia media, il femore è notevolmente avascolare. La corteccia di P. silesiacus è regolarmente stratificata da rest lines; in tutto vengono contati sette cicli di crescita annuali (Klein e Surmik, 2021). 

## Classificazione
Proneusticosaurus è un rappresentante dei saurotterigi, il grande gruppo di rettili acquatici del Mesozoico comprendente anche notosauri, plesiosauri e placodonti; forse Proneusticosaurus è uno dei più arcaici e basali membri del clade Eosauropterygia. Non sono tuttavia chiare le parentele eventuali con notosauri e pachipleurosauri, che si suppone fossero i più stretti parenti di Proneusticosaurus. Un'analisi filogenetica proposta nel 2022, tuttavia, indica che Proneusticosaurus potrebbe essere stato a tutti gli effetti un pachipleurosauro derivato, affine a Serpianosaurus e Neusticosaurus.
La storia tassonomica di questo genere ebbe inizio nel 1902, quando Volz descrisse due scheletri parziali dei Gogolin Beds (Basso Muschelkalk) di Zakrzów e Gogolin (Alta Slesia, Polonia). I due esemplari vennero attribuiti a due specie differenti: Proneusticosaurus madelungi e P. silesiacus. Il nome generico venne scelto per le somiglianze con Neusticosaurus pusillus del Ladinico di Hoheneck. Le principali differenze riscontrate con questa forma riguardavano le dimensioni corporee maggiori in Proneusticosaurus e la presenza di 6 costole sacrali (rispetto alle 3 di Neusticosaurus), oltre a differenti rapporti tra le ossa degli arti. Volz stabilì le due specie sulla base di differenze morfologiche minori tra i due esemplari, ma è probabile che le presunte differenze siano riferibili a variazioni intraspecifiche. Dei due esemplari, oggi si può localizzare solo la parte posteriore dell'olotipo di P. silesiacus (MGU Wr. 4438s). L'olotipo di P. madelungi e il resto dello scheletro di P. silesiacus andarono perduti durante la seconda guerra mondiale (Rieppel e Hagdorn 1997). Altri fossili isolati attribuiti al genere Proneusticosaurus sono stati ritrovati in Italia, nelle Prealpi Vicentine.

## Paleobiologia
Proneusticosaurus silesiacus condivide tassi di crescita bassi, femore osteosclerotico e vertebre e costole pachiostotiche con i pachipleurosauri Dactylosaurus e Neusticosaurus e con il notosauro Lariosaurus. Queste caratteristiche, tuttavia, sono molto probabilmente convergenti e riflettono il grado di adattamento acquatico secondario negli abitanti di mari poco profondi (Klein e Surmik, 2021).
Un esame eseguito sul fossile di P. silesiacus ha indicato possibili tracce di polmonite sull'esemplare. La microtomografia a raggi X ad alta risoluzione e gli studi istologici delle costole patologicamente alterate hanno rivelato la presenza di una reazione periostale solida continua con molteplici bolle superficiali (protrusioni) sulle superfici viscerali di diverse costole. L'aumento della vascolarizzazione e le linee irregolari di crescita arrestata documentano che la patologia era il risultato di una malattia multistagionale. Sebbene la localizzazione della superficie viscerale di questa reazione periostale rappresenti la prima prova identificata di polmonite, le bolle possono avere un'ulteriore implicazione: sono state precedentemente riconosciute solo negli esseri umani con tubercolosi (TBC). A corroborare questa diagnosi ci sarebbe la presenza di erosioni vertebrali focali, paragonabili alla manifestazione vertebrale della tubercolosi nell'uomo (Surmik et al., 2018).